# La Clé sur la porte
Ne doit pas être confondu avec La Clé sous la porte.
Pour plus de détails, voir Fiche technique et Distribution.
La Clé sur la porte est un film français réalisé en 1977 par Yves Boisset, sorti en 1978, d'après le roman de Marie Cardinal (très librement adapté par André Weinfeld).

## Synopsis
Marie, la quarantaine, divorcée, professeur de français, pratique dans son métier, comme dans sa vie privée, compréhension et libéralisme à l'égard de la jeunesse mais lorsque sa fille Charlotte part avec Laurent, un élève rebelle, il faut à Marie tout l'amour de Philippe, un jeune médecin épris de vie, pour sortir de son désarroi et laisser à nouveau la clé sur la porte.

## Fiche technique
- Réalisation : Yves Boisset, assisté de Jean-Claude Sussfeld
- Scénariste & Dialoguiste : André Weinfeld d'après l'œuvre de Marie Cardinal
- Photographie : Michel Carré
- Musique : Philippe Sarde
- Genre : Comédie dramatique
- Date de sortie : 
  - France - 13 décembre 1978

## Distribution
- Annie Girardot : Marie Arnault
- Patrick Dewaere : Philippe
- Eléonore Klarwein : Charlotte, la fille de Marie
- Stéphane Jobert : Jérôme
- Barbara Steele : Cathy
- Malène Sveinbjornsson : Alice, la fille cadette
- Mathieu Schiffman : Vincent
- Frédéric Andrei : Jean-François
- Philippe Taccini : Laurent
- William Coryn : Mike
- Jean-Pierre Coffe : un prof de français
- Gilles Cohen : un joueur de flipper
- Alexandra Warszawski : le bébé
- Marie-Laurence

## Autour du film
- Du roman de Marie Cardinal, dépourvue d'une réelle trame narrative, n'ont été conservés que le cadre global et le principe d'une mère seule avec enfants accueillant chez elle sans discriminer une jeunesse à la dérive. Le personnage d'urgentiste joué par Patrick Dewaere par exemple est une création originale du scénariste.
- Deux établissements scolaires différents ont été utilisés pour les scènes se passant dans le lycée où exerce Marie Arnault (Annie Girardot) : le lycée Voltaire de Paris pour les salles de cours, les escaliers, la salle des profs, les marches dans la cour, les vues extérieures ; le lycée Buffon de Paris pour les scènes du début dans la cour et les coursives[1].
- Le film connaît un assez bon succès en salles avec 1,9 million d'entrées[2], demeurant le meilleur score d'un film réalisé par Yves Boisset[3].

## Vidéothèque
Ce film existe en VHS (d'occasion), difficilement trouvable. Ce film est inédit en DVD.

## Réception et critique
Marie Cardinal, dont le roman sert d'argument au scénario, qualifiera le film de « navet » dans la deuxième édition de son ouvrage Cet été-là paru aux Nouvelles Éditions Oswald.